# Artnapping
L'artnapping (mot-valise néologique formé de art et kidnapping) est une pratique illégale qui consiste à voler une œuvre d'art à un musée ou à un particulier, dans le but de la restituer à son propriétaire contre une rançon, sans impliquer la police. L'artnapping évite au voleur d'avoir à chercher un receleur ou un acheteur (ce qui est difficile à accomplir dans la mesure où les œuvres volées sont listées et leur réapparition surveillée). La compagnie d'assurances du propriétaire a intérêt à payer la rançon si son montant est inférieur à la valeur de l'œuvre qu'elle devrait verser au propriétaire dans le cas contraire.

## Histoire
Cette pratique a pris de l'ampleur à la fin des années 1960 et au début des années 1970.